# 岡部則綱
岡部 則綱（おかべ のりつな、生没年不詳）は、戦国時代、江戸時代初期の武将。通称は大学助。
駿河国の戦国大名・今川氏家臣朝比奈信置に仕えるが後に辞去。その後はさまざまな大名に仕えた。
慶長19年1614年大坂の陣が起こると大坂城に入城し、大野治長の組に属する。1615年の夏の陣における樫井の戦いで塙直之・淡輪重政らと共に浅野長晟軍と交戦するが敗れる。塙直之を見殺しにしたとの批判を受けて、則綱は自害を決意するも毛利勝永に制止される。
大坂城が落ちると、落ち延びて改名、愧世庵と名乗り隠遁した。